# Maralal
Maralal es una localidad de Kenia, con estatus de villa, capital del condado de Samburu.
Tiene 35 472 habitantes según el censo de 2009.

## Demografía
Los 35 472 habitantes de la villa se reparten así en el censo de 2009:
- Población urbana: 15 860 habitantes (7859 hombres y 8001 mujeres)
- Población periurbana: no hay población periurbana en esta villa
- Población rural: 19 612 habitantes (9643 hombres y 9969 mujeres)

## Transportes
Se sitúa sobre la carretera C77, que une el oeste del condado de Marsabit con Gilgil. Al norte, esta carretera lleva a la esquina sureste del lago Turkana pasando por Baragoi. Al sur lleva a Rumuruti y Nyahururu.